# Alberto Antón Cortés
Alberto Antón Cortés (Martos, 1 de septiembre de 1958) es un diplomático español. Fue embajador de España en Bélgica (2022-2025).

## Biografía
Licenciado en Derecho, ingresó en 1985 en la carrera diplomática. Estuvo destinado en las representaciones diplomáticas españolas en Tanzania, México, Marruecos y Representación Permanente de España ante la Unión Europea, donde fue coordinador. En 2002 fue nombrado segundo jefe en la embajada de España en Túnez y de 2005 a 2008 fue subdirector general de Asuntos Jurídicos y Consulares. Ha sido embajador de España en Kazajistán (2008-2012) con concurrencia en Kirguistán y Tayikistán (2009-2012).
En 2022 fue nombrado embajador de España en Bélgica. Tres años después, fue cesado como jefe de la misión diplomática en el país flamenco.